# از پدران و پسران
فیلم پدران و پسران (در زبان انگلیسی: Of Fathers and Sons) فیلمی در سبک مستند به کارگردانی طلال دیرکی است که در سال ۲۰۱۷ منتشر شد. این فیلم در مورد جهادگرایی و تروریسم در جنگ بزرگ داخلی سوریه است. در نود و یکمین دوره جوایز اسکار، این فیلم نامزد جایزه اسکار بهترین فیلم مستند شد.